# ギュスターヴ・デュシェーヌ・ド・ベルクール
ギュスターヴ・デュシェーヌ・ド・ベルクール（Gustave Duchesne, Prince de Bellecourt、1817年2月23日 – 1881年7月29日）は、フランスの外交官で初代駐日フランス帝国領事（後、公使に昇進）。1858年の日仏修好通商条約に基づいて日本に派遣され、1859年から1864年までその職にあった。

## 来歴・人物
1857年、デュシェーヌ・ド・ベルクールはジャン・バティスト・ルイ・グロの下、中国派遣フランス外交団の秘書官となった。このとき、アロー戦争に参加している。1858年（安政5年）にはグロと共に、日仏修好通商条約の交渉のために来日している。

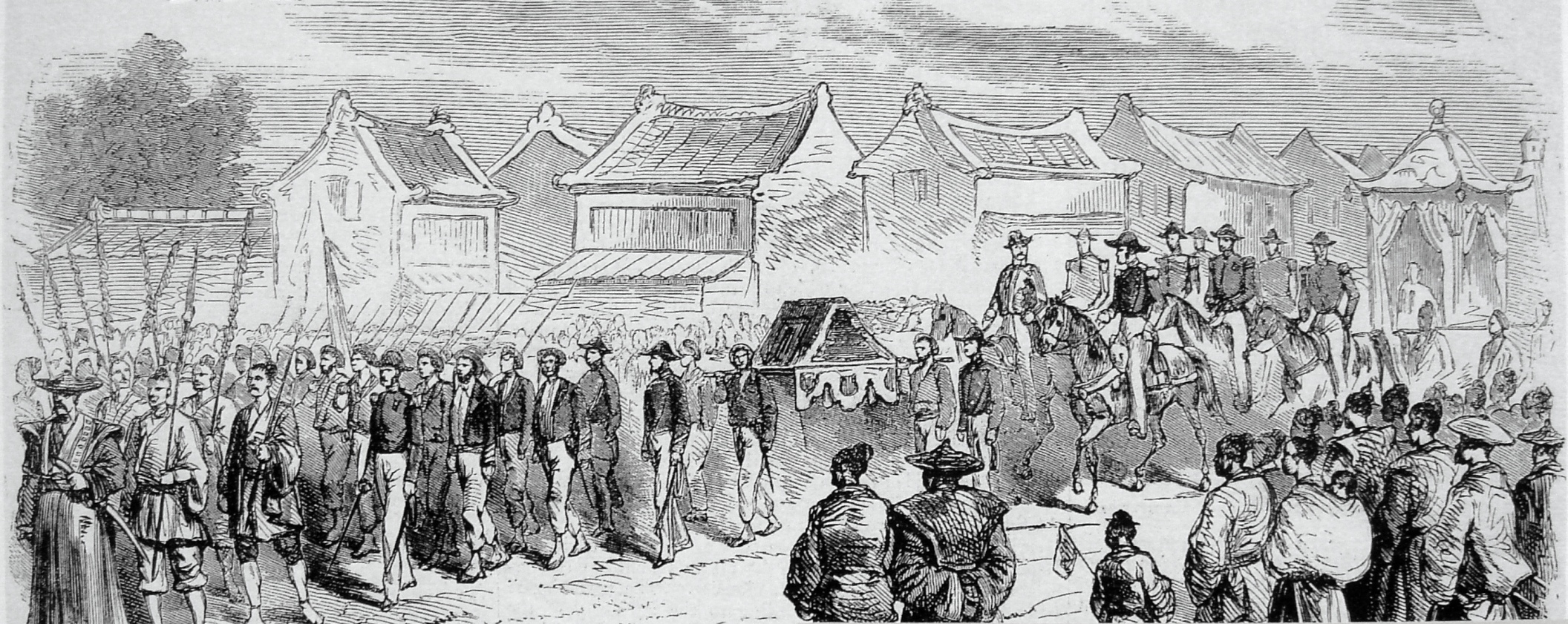
日仏修好通商条約の批准書を将軍に届けるために江戸城に向かうデュシェーヌ・ド・ベルクール一行、1860年2月4日

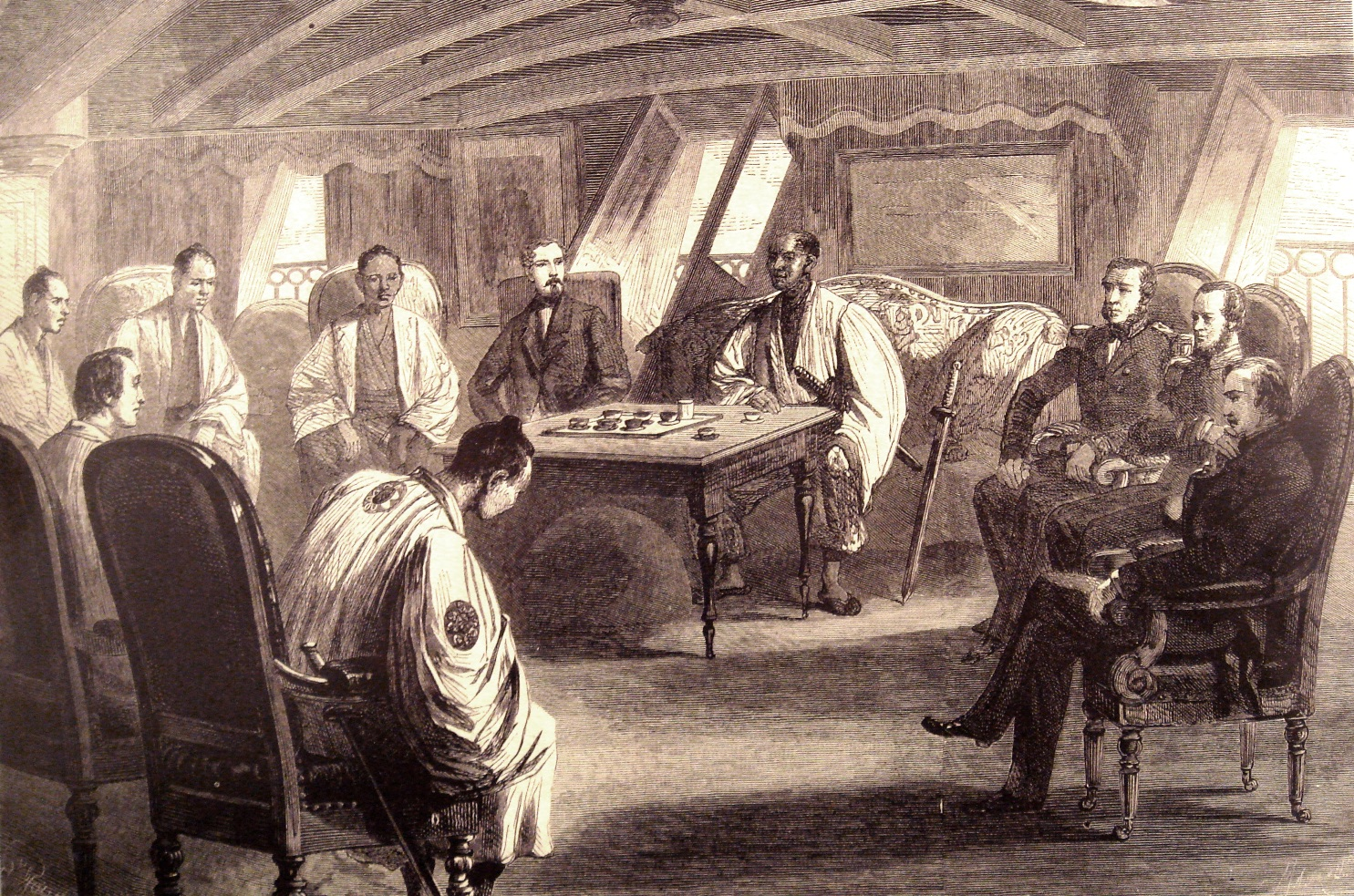
1863年7月2日、生麦事件賠償交渉のためのフランス軍艦セミラリス上での日英仏会議。手前：フランス通訳ブレクマン、幕府通訳。こちら向き（左より）：3人の神奈川奉行、フランス公使ギュスターヴ・デュシェーヌ・ド・ベルクール、若年寄酒井忠毗、英国海軍オーガスタス・レオポルド・キューパー提督、フランス海軍バンジャマン・ジョレス提督、イギリス代理公使ジョン・ニール。

翌1859年（安政6年）、デュシェーヌ・ド・ベルクールは再び日本に派遣される。日本到着は9月6日（8月10日）であり、初代の在日本フランス領事となった。彼の通訳はジラール神父が務めた。
1860年（万延元年）、フランス総領事館として利用していた済海寺の前で、デュシェーヌ・ド・ベルクールの召使が襲われ、重傷を負うという事件があった。
1861年（文久元年）には公使に昇進。幕府に対する姿勢では、英国公使であるラザフォード・オールコックと概ね一致していた。ヘンリー・ヒュースケン殺害事件の後は、抗議のためオールコックと共に一時公使館を江戸から横浜に退去させた。
1863年（文久3年）には、生麦事件の解決交渉に関わることになる。デュシェーヌ・ド・ベルクールは中国における西洋諸国の介入例を見ており、日本との外交においても、武力を使用することに賛成であった。1863年7月20日（6月5日）の、ジョレス率いるフランス海軍による下関砲台攻撃、同年8月のキューパー率いる英国海軍による鹿児島砲撃の何れをも支持している。しかしながら、彼の好戦的な姿勢はフランス本国政府からは批判されることとなった。当時フランスは他の地域で重要な軍事的懸案を抱えており、日本との摩擦は避けたかったのである。
生麦事件の交渉の後、デュシェーヌ・ド・ベルクールは次第に親幕府的な立場をとるようになった。1863年秋に幕府は横浜の鎖港を言い始めたが、各国の公使がこれを拒否する中、デュシェーヌ・ド・ベルクールだけは理解を示し、横浜鎖港談判使節団の派遣を支援した。1864年（元治元年）、デュシェーヌ・ド・ベルクールはその任務を後任のレオン・ロッシュに譲ったが、老中はフランス政府にデュシェーヌ・ド・ベルクールの留任を嘆願するほどであった。このため、ロッシュも幕府と親密な関係を築くことができ、フランスは幕府の政策により積極的に関与していくことになる。
デュシェーヌ・ド・ベルクールは、その後総領事としてチュニスに派遣された。
その功績により、レジオンドヌール勲章を受章した。

## 出版物
- La colonie de Saïgon: les agrandissements de la France dans le Bassin du Mekong